# Hoplitis grossepunctata
Hoplitis grossepunctata là một loài Hymenoptera trong họ Megachilidae. Loài này được Kohl mô tả khoa học năm 1905.